# Ishavsgråsugga
Ishavsgråsugga eller skorv (Saduria entomon) är ett kräftdjur som hör till ordningen gråsuggor. Den förekommer i Norra Ishavet och är vanlig i Östersjön, men har bara påträffats i ett tiotal svenska sjöar, däribland Stunnträsk på Ornö i Haninge kommun, samt Frykensjöarna i Värmland. Skorven är en kvarleva från istiden, som antagligen spreds från Sibiriens kust västerut till Östersjön. I Östersjön betraktas den som en istidsrelikt.
Ishavsgråsuggan blir upp mot 9 centimeter lång, och är gråaktig till gråbrunaktig i färgen. Kroppen är platt och oval och den har en spetsig och trekantig stjärtplatta. Den lever på leriga och sandiga bottnar, från grunda områden ner till några hundra meters djup. Där ligger den vanligtvis nergrävd så att bara antennerna sticker upp ovanför bottenytan. Med antennerna känner skorven lukter från både bytesdjur och farliga rovdjur. När skorven jagar eller jagas rör den sig snabbt på botten eller simmar på rygg. Den livnär sig på andra, mindre smådjur och as. Gråsuggorna blir i sin tur föda för många fiskar, bland annat torsk, rödspätta, simpor och skrubbskädda. Den är alltså ett byte för matfiskar och en viktig länk i näringskedjan.
Ungarna utvecklas i en yngelkammare på honans undersida. När de är 3–4 mm långa lämnar de den skyddade miljön inne i honan. Skorven är en kannibal som ofta äter sina egna ungar. Den äter också döda och levande fiskar som fångats i nät. Förmodligen lockas skorven dit av fisklukten.
Skorven finns i hela Östersjön på leriga och sandiga bottnar, från grunda områden ner till några hundra meters djup.
Flera folkliga lokala namn för ishavsgråsuggan förekommer, bland annat spånakäring och grundskorv.